# Numenes contrahens
Numenes contrahens är en fjärilsart som beskrevs av Walker 1862. Numenes contrahens ingår i släktet Numenes och familjen tofsspinnare. Inga underarter finns listade i Catalogue of Life.